# Wola Skromowska
Wola Skromowska – wieś w Polsce położona w województwie lubelskim, w powiecie lubartowskim, w gminie Firlej. Leży między dwoma rzekami Wieprzem i Tyśmienicą.
Do 1870 istniała gmina Wola Skromowska. 
W latach 1954–1968 wieś należała i była siedzibą władz gromady Wola Skromowska, po jej zniesieniu w gromadzie Firlej. W latach 1975–1998 miejscowość położona była w województwie lubelskim.
Wieś stanowi sołectwo gminy Firlej. Według Narodowego Spisu Powszechnego (III 2011 r.) wieś liczyła 499 mieszkańców.
We wsi funkcjonuje Ochotnicza Straż Pożarna oraz „mleczarnia” (jedna z pierwszych w powiecie lubartowskim) i spółdzielnia rolnicza z 1911 roku. Ponadto znajdują się tu ośrodek zdrowia, dwa sklepy spożywczo-przemysłowe, dwa gospodarstwa agroturystyczne i szkoła podstawowa. 
Wierni Kościoła rzymskokatolickiego należą do parafii Wniebowzięcia Najświętszej Maryi Panny w Kocku.

## Części wsi
| SIMC    | Nazwa      | Rodzaj    |
| ------- | ---------- | --------- |
| 0380758 | Dziadowiec | część wsi |
| 0380764 | Skromowice | część wsi |

Skromowice – do roku 1969 wieś notowana jako samodzielna miejscowość, po tej dacie występuje jako część wsi Wola Skromowska.

## Historia
Wieś notowana w dokumentach źródłowych z roku 1419 pod nazwą Skromowska Wolya. Powstała prawdopodobnie jako wolnizna do wsi Skromowice, które znano od 1409 za sprawą Mikołaja de Scromouicze dziedzica wsi. Położona historycznie w powiecie lubelskim, parafii Kocko (Długosz w L.B. t.II s.567).
W roku 1471 graniczy z kluczem kockim (do klucza należą wsie: Wola Skromowska, Sułoszyn, Łukawiec) poprzez Skromowice. W roku 1496 graniczy z Giżycami.
Kalendarium
Wieś stanowi w wieku XV własność szlachecką.
- 1460 w zapisach oficjała lubelskiego występuje pracowita Gertruda z Woli Skromowskiej (Acta Officialia II 216). W latach 1471–1496 wieś wchodzi w skład klucza Skromowice (Wola Skromowska, Sułoszyn, Łukawiec), dziedzicami którego byli Skromowscy.

Z akt ziemskich lubelskich:
- 1489 Jakub za Skromowic sędzia zimi łukowskiej zastawia Wolę Skromowską za 100 grzywien Stanisławowi Szczekockiemu z Garbowa.
- 1490 tenże Jakub za Skromowic zastawia wieś za 120 grzywien.
- 1531-33 pobór pobrano łącznie z Łukowcem i Sułoszynem z części Piotra Krakowczyka kasztelana chełmskiego z 3½ łana i młyna, z części Wojciecha? Szymparka z 4½ łana i młyna (Rejestr Poborowy).

Wieś szlachecka położona była w drugiej połowie XVI wieku w powiecie lubelskim województwa lubelskiegio. Wieś wchodziła wraz z folwarkiem w skład klucza kockiego księżnej Anny Jabłonowskiej.
Powinności kościelne:
- W roku 1419 dziesięcinę snopową z ról kmiecych oddawano plebanowi w Gołębiu. W 1529 dziesięcinę snopową łącznie z Łukowcem wartości 6 grzywien biskupowi (Liber Retaxationum 33).

Archeologia
- W Woli Skromowskiej odkryto skarb monet datowanych w XI – XII wieku. (Andrzej Żaki, Archeologia Małopołski wczesnośredniowiecznej, Wrocław 1974.)[10]